# Янай, Цви
Цви Янай (ивр. צבי ינאי‎; первоначальное имя — Ша́ндор Тот; 9 июня 1935, Пескара, Абруццо, Королевство Италия — 16 декабря 2013) — израильский ивритоязычный писатель, философ, публицист и журналист.

## Биография
Родился в Пескаре в семье венгерского баритона протестантского вероисповедания и немецкоязычной еврейки из Граца. В 1942 году семья приняла католицизм. Иммигрировал в Израиль в 1945 в возрасте 10 лет, служил десантником в ЦАХАЛ, на всю жизнь сохранил увлечение парашютным спортом.
Занимал пост генерального директора Министерства науки Израиля. Также в течение многих лет работал в основанном им департаменте информации и внешних связей компании IBM.
Много работал в жанре научной публицистики и написал несколько художественных литературных произведений. Лауреат престижной литературной премии Сапира за 2008 год (за роман «Твой, Сандро»).
Умер в возрасте 78 лет.

## Книги
- Following the Thoughts, Рамат Ган, 1994
- Твой, Сандро, Иерусалим, 2006, Франкфурт-на-Майне, 2009